# مايك إليوت (لاعب دوري الرغبي)
مايك إليوت (بالإنجليزية: Mike Elliott)‏ هو لاعب دوري الرغبي بريطاني، ولد في 1945 في كارديف في المملكة المتحدة.